# Situacijsko vodenje
Situacijsko vodenje predstavljajo 4 različni stil vodenja, katere vodja uporablja glede na različno situacijo. Samo vodenje je celosten proces, ki poteka v zelo različnih situacijah, za kar ne obstaja lastnosti, ki bi napovedovala ustrezen stil vodenja. Skupno vsem situacijskim teorijam je, da je treba stil vodenja prilagajati situaciji. Vodja glede na nastalo situacijo uporablja različne načine vodenja, izmed katerih pa ni noben vedno najbolj učinkovit ali najboljši, temveč je lahko le bolj ali manj uporaben.

## Osnova teorije situacijskega vodenja
Osnova teorije situacijskega vodenja je, da ni enega samega najboljšega stila vodenja. Učinkovito vodenje je odvisno od dane naloge in stopnje zrelosti posameznikov ali skupine. Najbolj uspešni vodje so tako tisti, ki prilagodijo njihov stil vodenja zrelosti posameznikov ali skupine (imajo zmožnost, da zaposlenim postavijo visoke, vendar dosegljive cilje, prevzamejo odgovornost za nalogo nase in so pozorni na sposobnosti in izkušnje posameznika ali skupine, ki jo vodijo). Učinkovito vodenje se spreminja glede na osebo ali skupino s katero delajo (katero vodijo), odvisno je tudi od naloge in dela, ki ga je potrebno opraviti.

## Predstavitev pojma
Teorijo situacijskega vodenja sta razvila Paul Hersey, profesor in avtor knjige Situacijski vodja in Kenneth Blanchard, avtor knjige Eno-minutni vodja.
Teorija govori o tem, da namesto uporabe enega stila vodenja, uporabljamo več stilov in sicer glede na zrelost in razvitost skupine ljudi, katero vodimo in glede na značilnost naloge, ki jo moramo opraviti. Vodje naj bi dajali poudarek na uspešno opravljeno nalogo (poteka enosmerna komunikacija, kjer vodja razloži zaposlenim kaj, kdaj, kje in kako naj naredijo neko nalogo), prav tako pa tudi na dober odnos z ljudmi, katere vodijo (poteka dvosmerna komunikacija, vodja zaposlenim nudi emocionalno podporo in pomoč). Na kaj bodo dajali poudarek pa je odvisno od tega, kaj je potrebno, da se nalogo uspešno opravi. Odvisno je torej od stopnje zrelosti skupine, da lahko opravi neko nalogo in od zahtevnosti same naloge – torej od situacije (Guest, Hersey in Blanchard, 1986).

### Stili vodenja
Hersey in Blanchard (1982) pravita, da obstajajo štirje glavni stili vodenja, in sicer
1. Usmerjanje (S1): Vodje povejo zaposlenim kaj naj delajo in kako naj to delajo. Prisotna je visoka usmerjenost v nalogo in nizka usmerjenost v odnos med vodjo in zaposlenim.
2. Vključevanje (S2): Vodje podajo svoje sporočilo zaposlenim (priskrbijo jim informacije in jih usmerijo, med njimi poteka več komunikacije kot pri usmerjanju). Prisotna je visoka usmerjenost v nalogo in visoka usmerjenost v odnos.
3. Razvoj (S3): Vodje se bolj osredotočijo na odnos med njimi in zaposlenimi kot na to, da jih usmerjajo. Vodja deluje s skupino in z njimi deli odgovornost za sprejete odločitve. Prisotna je nizka usmerjenost v nalogo in visoka usmerjenost v odnos.
4. Delegiranje (S4): Vodje preložijo največ odgovornosti na enega od članov skupine (zaposlenega). Vodje še vedno spremljajo napredek skupine ali posameznika, vendar so manj vključeni v odločitve. Prisotna je nizka usmerjenost v nalogo in nizka usmerjenost v odnos.

Stila usmerjanje (S1) in vključevanje (S2) sta usmerjena predvsem na to, da se opravi nalogo, stila razvoj (S3) in delegiranje (S4) pa sta osredotočena predvsem na razvoj sposobnosti in spretnosti članov skupine za samostojno in neodvisno delo.

### Ravni zrelosti, razvitosti skupine
Posameznikova zrelost za opravljanje določene naloge je odvisna od njegove stopnje izobraženosti (spretnosti, znanja), izkušenj, ter motivacije (glede na to, koliko pomoči potrebuje pri opravljanju nalog in koliko je pripravljen prevzeti odgovornosti nase). Ta dva aspekta zrelosti skupine se povezujeta v štiri ravni zrelosti, katere potem skupaj s 4 stili vodenja ustvarijo tudi štiri kombinacije vedenja vodje glede na nalogo in odnos do zaposlenih. Hersey in Blanchard (1982) pravita, da je odločitev, kdaj uporabiti določen stil vodenja odvisna od  zrelosti osebe ali skupine, ki jo vodja vodi. Zrelost sta razdelila na štiri različne dele in sicer
1. D1: Na tej stopnji zaposlenim za samostojno delo primanjkuje znanja, spretnosti in samozavesti. Vodje morajo zaposlenim določiti vloge in usmerjati vedenje članov skupine. Za to stopnjo zrelosti skupine je najbolj primeren stil vodenja usmerjanje. Nizka motivacija in nizke sposobnosti.
2. D2: Na tej stopnji so se zaposleni morda že pripravljeni sami lotiti naloge, vendar še vedno nimajo zadostnih spretnosti, da bi jo uspešno opravili. Vodje naj bi še vedno nekoliko usmerjali skupino, za to skupino je najbolj primeren stil vodenja vključevanje. Ustrezna motivacija, nizke sposobnosti.
3. D3: Zaposleni imajo več spretnosti kot skupina M2, vendar jim še vedno primanjkuje samozavesti. Na tej stopnji vodji ni treba več usmerjati članov skupine, oni pa naj bi si delili ideje pri odločanju. Za to stopnjo zrelosti skupine je najbolj primeren stil vodenja razvoj. Ustrezne sposobnosti, nizka motivacija.
4. D4: Na tej stopnji so zaposleni pripravljeni za samostojno delo. Imajo visoko samozavest in zadostne spretnosti za uspešno izvedbo naloge. Vodje na tej stopnji zaposlenim pustijo, da sami opravljajo naloge, za to skupino je najbolj primeren stil vodenja delegiranje. Dobre sposobnosti in visoka motivacija.[2]

### Povezava stilov vodenja in ravni zrelosti skupine
Hersey in Blanchard (1982) še povežeta vsak stil vodenja z vsako ravnjo zrelosti posameznika ali skupine, kot je to prikazano na spodnji tabeli.
| Stopnja zrelosti skupine                                     | Najbolj primeren stil vodenja |
| ------------------------------------------------------------ | ----------------------------- |
| Nizka zrelost                                                | Usmerjanje                    |
| Srednja zrelost, omejene spretnosti                          | Vključevanje                  |
| Srednja zrelost, višje spretnosti, vendar omejena samozavest | Razvoj, pomoč                 |
| Visoka zrelost                                               | Delegiranje                   |

Na sliki (desno) je vertikalno prikazano vedenje vodje glede na odnos med vodjo in posameznikom (skupino), prikazana sta torej visoko (zgoraj) in nizko (spodaj) bodrilno vedenje (pomoč in podpora). Vključevanje (S2) in razvoj (S3) spadata med visoko bodrilno vedenje, usmerjanje (S1) in delegiranje (S2) pa v nizko bodrilno vedenje. Horizontalno pa je prikazano vedenje vodje glede na dano nalogo in sicer na visoko (desno) in nizko (levo) direktivno vedenje. Usmerjanje (S1) in vključevanje (S2) spadata pod visoko direktivno vedenje  (posameznike oziroma skupino je treba precej usmerjati, ji pomagati in ne delajo toliko samostojno), razvoj (S3) in delegiranje (S4) pa pod nizko direktivno vedenje (Blanchard, 1995).
Kvadrat S1 predstavlja direktivni stil vodenja (visoko direktivno in nizko bodrilno vedenje), ki ga vodje uporabljajo, ko imajo za opraviti težko nalogo in z zaposlenimi nimajo dobrega odnosa. Kvadrat S2 predstavlja inštruktivni stil vodenja (visoko direktivno in visoko bodrilno vedenje). Vodje ga uporabljajo, ko je potrebno opraviti težko nalogo, z zaposlenimi pa imajo dober odnos. S3 predstavlja bodrilni stil vodenja (visoko bodrilno in nizko direktivno vedenje), ko je naloga lahka, vodja pa ima dober odnos z zaposlenimi, S4 pa delegiranje (nizko bodrilno in nizko direktivno vedenje), ko je potrebno opraviti lahko nalogo, vodja pa z zaposlenimi nima dobrega odnosa (Blanchard, 1995).
Na sliki so prikazane tudi stopnje zrelosti posameznika ali skupine, zrelost pa gre v smeri od desne proti levi od manj do bolj razvite skupine. Direktivni in inštruktivni stil vodenja sta tako bolj primerna za manj razvito skupino, bodrilni in delegativni pa za bolj razvito skupino (Blanchard, 1995).
Situacijska teorija vodenja je za uporabnike privlačna in uporabniki so jo ugodno sprejeli. Na to temo pa je bilo narejeno malo raziskav, ki bi potrdile njeno veljavnost, problemi nastanejo tudi pri instrumentu, s katerim jo merimo in z nejasnostjo teorije nasploh. Za skupine z nižjo stopnjo razvitosti je dokazano, da je stil vodenja usmerjanje za njih najprimernejši, ta skupina pokaže najboljše rezultate, najbolj uspešni so pod takim stilom vodenja. Model pa ne velja za višjo stopnjo razvitosti skupine. Graeff (1983) je zaključil: Teorija daje majhen prispevek k razlaganju vodenja nasploh. Najpomembnejše je upoštevati zaposlenega pri vodenju.

## Druge sorodne teorije
Pod situacijske modele vodenja spada tudi Fiedlerjev kontigenčni model.

## Zgodovina razvoja teorije situacijskega vodenja
Izvor in elementi teorije situacijskega vodenja izhajajo iz zapisov Reddina (1967). Reddinov tridimenzionalni stil vodenja govori o pomembnosti vodjeve orientacije odnosa in nalog v povezavi z učinkovitostjo dela. Reddin je predlagal tipologijo stilov vodenja, predstavil je tri tipe vodij: avtokrat, misijonar in dezerter. Menil je, da njegovo delo razloži učinkovitost kot funkcijo ujemajočega se stila vodenja s situacijo. Njegov pristop pa ni identificiral specifične situacijske atribute, ki bi bile eksplicitno vključene v prediktivno shemo. Reddinova teza je bila ta, da se učinkovitost vodje spreminja glede na njegov stil vodenja.
Hersey in Blachard (1969) pa sta predlagala tezo o življenjskemu krogu teorije vodenja. Osrednji koncept te teorije je (bil), da s tem ko stopnja zrelosti, razvitosti zaposlenega raste, učinkovito vodenje obsega manj strukturirane naloge in manj socialno-emocionalne podpore. Na začetku delovanja zaposlenega je najbolj učinkovita (idealna) nizka stopnja orientiranosti odnosa z visoko stopnjo  orientiranosti naloge. Ko se zaposleni ali skupina razvijeta, se zviša tudi potreba po socialno-emocionalni podpori. Na najvišji stopnji razvoja zaposlenega vodjeva pomoč pri nalogah postane odveč.
v 4. izdaji teksta sta Hersey in Blanchard (1982) poskušala podati še nekaj popravkov na svojo teorijo. Menila sta, da je lahko razvitost zaposlenega razdeljena na visoko, srednjo in nizko, primerni stil vodenja pa je lahko strnjen na usmerjanje, vključevanje, razvoj in delegiranje v odnosih do zaposlenih.
Na teoretičnem nivoju se teorija situacijskega vodenja nekoliko prekriva z drugimi popularnimi teorijami vodenja in skupinskega vedenja. Samo prekrivanje teorije z drugimi teorijami pa ni dovolj za dokaz njene veljavnosti. Veliko prejšnjih teorij ni doseglo empirične podpore, kljub veliki pozornosti v akademski literaturi. Graeff je leta 1983 naredil najbolj doumljivo kritiko teorije, predlagal je, da naj bodo komponente dimenzije v situacijski teoriji vodenja so združene, ter dodal, da je kritični problem teorije ta, da je 4-dimenzionalni model prikazan v samo 2 dimenzijah. Na empiričnem nivoju je teorija dobila malo pozornosti, na začetku tudi ni naredila nobenega testa o preverjanju modela.
Na temo vodenja je bilo v zadnjih 75 letih narejeno že veliko raziskav in člankov. Noben pa se ni osredotočal na to kaj loči vodje od ne-vodij in kaj je razlika med učinkovitim in neučinkovitim vodenjem. Eden od problemov je lahko ta, da vodenje ni znanstveni izraz s formalno, standardizirano definicijo. K temu je pripomogel  Bass (1990), ki je rekel, da je definicij vodenja toliko, kolikor je ljudi, ki so poskušali definirati vodenje.
Jago in Vroom (2007) sta v svojem članku glede vloge situacijskega faktorja pri vodenju povedala: veliki možje so bili le lutke, s katerimi je upravljala socialna sila. Ta sila je izbrala nekaj ljudi, jih postavila na mesto vodje in preoblikovala njihovo vedenje, ki se je skladalo s socialnimi interesi. Perrow (1970) pa je bil mnenja, da razlika med učinkovitim in neučinkovitim vodenjem organizacije izhaja bolj iz strukturnih značilnosti kot iz značilnosti posameznikov, ki vodijo te organizacije. Njihovo vedenje je odvisno od situacije, pred katero so postavljeni. Perrow pravi, da bi vodenje morali obravnavati kot odvisno, ne kot neodvisno spremenljivko. Značilnosti in vedenje vodje so spremenljivke med strukturnimi antecedenčnimi in organizacijskimi izidi. Longitudialne študije o spremembah v učinkovitosti organizacij med zamenjavami vodij podpirajo to izjavo. Zelo malo variance izidov lahko pojasnimo s spremembo vodij. Pfeffer (1977) je zaključil: če nekdo ne more zaznati razlike, ko se menjajo vodje, potem ni pomembno kdo vodi organizacijo in kako jo vodi. 3 argumenti za to izjavo: vodje imajo zelo malo moči, kandidati za vodje bodo šli skozi enake selekcijske postopke, ki bodo zbližali njihove razlike, situacijski faktorji bodo prevladali vsake medosebne razlike med vodjami, medosebne razlike tako niso pomembne za vodenje.